# Otomar Hájek
Otomar Hájek (31. prosince 1930 Bělehrad – 18. prosince 2016 Fredericksburg, Virginie) byl česko-americký matematik, emeritní profesor univerzity v Clevelandu, který se zabýval hlavně diferenciálními rovnicemi, dynamickými systémy a teorií her.

## Život a působení
Studoval v Praze, roku 1963 promoval na Matematicko-fyzikální fakultě Univerzity Karlovy a pracoval ve Výzkumném ústavu matematických strojů na vývoji software pro počítač MSP. Pak přednášel na ČVUT a na MFF UK a v roce 1968 odešel do USA. Přednášel na Case Western University v Clevelandu jako profesor až do roku 1996, kdy odešel do penze. V polovině 70. let získal Humboldtovu cenu za matematiku na Technické vysoké škole v Darmstadtu.
Otomar Hájek zemřel 18. prosince 2016 ve městě Fredericksburg, USA.

## Dílo
- Dynamical systems in the plane, Boston, MA: Academic Press 1968
- Pursuit Games: An Introduction to the Theory and Applications of Differential Games of Pursuit and Evasion, New York: Dover Publications 1975